# A Bug's Life - Megaminimondo
A Bug's Life - Megaminimondo (A Bug's Life) è un film d'animazione del 1998 diretto da John Lasseter e Andrew Stanton (quest'ultimo in veste di co-regista), prodotto da Pixar Animation Studios e distribuito da Walt Disney Pictures. È il 2º lungometraggio della Pixar.

## Trama
Ogni anno una colonia di formiche è costretta a versare un ingente tributo di cibo alle cavallette, prima dell'arrivo dell'inverno. Flik è una formica a cui piace inventare nuovi macchinari e oggetti, ma molto spesso provoca danni e per questo è malvisto da tutti nella colonia, ad eccezione della piccola principessa Dot, l'unica ad apprezzare le sue invenzioni. Un giorno Flik per errore fa cadere tutto il cibo raccolto in un fiume. Poco dopo arrivano le cavallette e il loro crudele capo Hopper, arrabbiato per l'accaduto, fa ricadere la responsabilità sulla principessa Atta e ordina alle formiche di raccogliere il doppio dell'offerta in cibo entro fine stagione.
Flik viene quindi sottoposto ad un processo e, per scontare le sue colpe, si offre volontario per andare a cercare altri insetti per combattere le cavallette. Flik parte così per la "città", dove incontra in una sorta di bar uno sgangherato gruppo di insetti da circo appena licenziati dal loro avido capo P.T. Pulce. Vedendo gli insetti inscenare un combattimento, Flik li scambia per guerrieri veri e li arruola. Essi sono Heimlich, un bruco in procinto di diventare farfalla; Francis, una coccinella maschio; Tuck & Roll, due porcellini di Terra gemelli; Rosie, una vedova nera; Dim, un grosso scarabeo rinoceronte; Stecco, un depresso insetto stecco e una coppia formata da Manty, una mantide religiosa e da sua moglie Gypsy, una falena zingara. A loro volta gli insetti circensi non capiscono subito di cosa stia parlando Flik e si accorgono del malinteso solo una volta arrivati alla colonia.
Appena scopre la verità, Flik si arrabbia con gli insetti per non avergli detto subito chi erano realmente, quindi questi fanno per andarsene, ma in quel momento un uccello li attacca. Siccome nel caos della vicenda gli insetti circensi hanno salvato Dot, la colonia si sente sicura di avere trovato ciò di cui ha bisogno. Allora i nuovi arrivati illustrano ad Atta il proprio progetto, elaborato in realtà da Flik: costruire un finto uccello con rami e foglie, che dovrà essere sollevato, nascosto nell'albero e tirato fuori per spaventare le cavallette. Nel frattempo Hopper e le cavallette decidono di tornare al formicaio, temendo una rivolta da parte della colonia.
Sull'isola, l'uccello viene completato, quando arriva P.T. Pulce, che rivela alle formiche chi sono in realtà quegli insetti. Flik e gli insetti vengono cacciati via dall'isola per aver mentito alla colonia, e proprio in quel momento cade l'ultima foglia. Arrivano le cavallette e Hopper scopre che è stato raccolto poco cibo: furioso, si trasferisce nel formicaio schiavizzando tutte le formiche.
Flik viene informato dell'accaduto da Dot, che è riuscita a fuggire volando. Il protagonista allora torna alla colonia con un piano: gli insetti del circo si esibiscono in uno spettacolo per distrarre le cavallette e nel frattempo Flik, Dot e le sue amiche azionano l'uccello per spaventarle. Tuttavia il tentativo fallisce in quanto P.T. incendia il fantoccio, rivelando l'inganno. Flik però riesce a convincere le formiche a ribellarsi facendo capire loro che sono le cavallette ad aver bisogno di loro, e che sono molto più forti e pericolose di quanto dice Hopper e così l'intera colonia insegue tutta la banda.
La maggior parte delle cavallette scappa, mentre Hopper viene messo nel cannone del circo. In quel momento inizia a piovere e le formiche corrono nel formicaio per mettersi in salvo e Hopper ne approfitta per catturare Flik, il quale viene invece salvato grazie all'intervento degli amici del circo e di Atta. Hopper li insegue fino al nido del vero uccello: la cavalletta, credendo che sia un altro fantoccio, non pensa a fuggire e quando se ne accorge è troppo tardi: l'uccello lo cattura e lo dà in pasto ai suoi pulcini.
Qualche tempo dopo la felicità e il benessere sono tornati nella colonia grazie alla libertà dalle cavallette e alle invenzioni di Flik, che adesso sono usate da tutti. Il giorno della partenza del circo Flik, che ora non è più considerato un bugiardo combinaguai, riceve un grande applauso per ciò che ha fatto. Mollo, il fratello minore di Hopper, e alcune formiche acrobate entrano nella troupe del circo, Dot diventa la nuova principessa, mentre Atta viene quindi incoronata nuova regina e si sposa con Flik. Il circo quindi se ne va con la promessa di tornare la stagione successiva e le formiche utilizzano l'invenzione di Flik per fare con i gambi delle piante dei fuochi d'artificio come segno di saluto.

### Contenuti aggiuntivi
Durante i titoli di coda è possibile vedere delle scene aggiuntive, come se i personaggi animati fossero veri attori che commettono errori; nei contenuti extra della versione DVD è possibile vederne degli altri.
In una di queste scene extra, appare Woody, protagonista di Toy Story.
Viceversa Flik e Heimlich compaiono durante i titoli di coda dal film Toy Story 2, in una scena aggiuntiva, credendo che stiano proiettando A Bug's Life 2.

## Personaggi
- Flik: è una formica dal carattere estroverso e gentile, ma anche sbadato. Per colpa dei guai che combina, nessuno nella colonia ha fiducia in lui o nelle sue idee a parte Dot. È innamorato della principessa Atta ed è amico di Dot e degli insetti da circo.
- Principessa Atta: è la figlia primogenita della regina e la sorella maggiore di Dot. Ha un carattere molto nervoso e spesso scontroso all'inizio del film e ha paura di non essere all'altezza per il suo futuro ruolo di regina ma poi, col passare del tempo, cambia e diventa più gentile e coraggiosa.
- Principessa Dot: è la figlia minore della regina. A differenza della sorella Atta, Dot non riesce a volare perché ha le ali ancora piccole. Per tutta la durata del film, è l'unica ad avere piena fiducia in Flik e si affezionerà agli insetti da circo, soprattutto alla coccinella Francis che la salverà da un uccello.
- Stecco: è un insetto stecco che fa parte del gruppo degli insetti del circo; viene reclutato da Flik come insetto guerriero. Essendo usato negli spettacoli più come attrezzo che come personaggio autentico, è continuamente depresso per via del suo aspetto. Dopo la ribellione si getta all'inseguimento di Hopper. È solito esibirsi con Heimlich e Francis, suoi migliori amici.
- Francis: è una coccinella irascibile in quanto spesso viene scambiato per una femmina. Insieme agli altri va con Flik alla colonia per combattere le cavallette. Stecco e Heimlich sono i suoi migliori amici.
- Heimlich: è un bruco simpatico ed ingordo dal forte accento tedesco. Si offre come esca per attirare l'uccello che voleva mangiarsi Dot e Francis, in modo che gli altri possano salvarli. Alla fine del film diventa farfalla, seppur con solo delle inutili e minuscole ali che lui però adora.
- Rosy: è una vedova nera dal comportamento caparbio e materno. Al circo si esibisce con Dim nel ruolo di domatrice. È vedova di ben dodici mariti.
- Manty: è una mantide religiosa. Al circo si esibisce come mago insieme a sua moglie Gypsy, ma raramente i suoi numeri vanno a buon fine. È l'insetto più anziano chiamato da Flik per andare alla colonia, data la sua età è molto saggio e ha un carattere gentile e mite ed è molto innamorato della moglie Gypsy.
- Gypsy: è una falena zingara dalle grandi ali e dal carattere dolce. È la moglie di Manty e si esibisce con lui nei numeri di magia.
- Dim: è uno scarabeo rinoceronte grande e affettuoso, molto legato a Rosy, che considera una madre. Quasi sempre sorridente, ha un carattere infantile ma tenace.
- Tuck e Roll: sono due porcellini di Terra gemelli ungheresi, che parlano una lingua incomprensibile agli altri personaggi e, infatti, anche loro hanno difficoltà a capire gli altri.
- Regina: è la regina della colonia. Hopper ha in mente di ucciderla, ma Flik e gli insetti riescono a salvarla. Dopo l'uccisione di Hopper, cede la sua corona alla figlia maggiore Atta.
- Hopper: è il crudele e violento capo delle cavallette e l'antagonista principale del film. Sfrutta le formiche, imponendo loro di racimolare il cibo per lui e la sua cricca. Tuttavia, egli sa che le formiche sono numerose e forti e vedendo Flik agire contro di lui, decide di fare ritorno all'isola delle formiche per ottenere il cibo ed assassinare la regina per dimostrare la "superiorità" delle cavallette. Tuttavia, dopo l'encomiabile discorso di Flik, la sua banda viene scacciata dalle formiche e dopo un lungo inseguimento, mentre cerca di uccidere Flik, viene adocchiato da un uccello che lo cattura e lo dà in pasto ai suoi piccoli.
- Mollo: è il fratello minore di Hopper, dal carattere gentile, sensibile ed estroverso, e che per questo viene spesso minacciato pesantemente da Hopper, di cui ha paura. Alla fine sfugge alla furia della ribellione delle formiche lasciandosi dietro la muta dell'esoscheletro e va a lavorare al circo con P.T. e gli altri.
- Le cavallette: sono la banda di Hopper. Vivono in un sombrero di paglia abbandonato ai piedi di un cactus in mezzo al deserto, che fa anche da pub. Sono fedeli a Hopper anche se per lo più per paura nei suoi confronti. Dopo la rivolta delle formiche scapperanno via dalla loro isola.
- P.T. Pulce: è una pulce avida, irascibile e dispotica a capo del circo di cui fanno parte Francis, Heimlich, Stecco, Rosy, Dim, Tuck, Roll, Manty e Gypsy.

## Produzione

### Sviluppo
A metà del 1994 mentre la produzione di Toy Story era quasi completa, il principale team della Pixar - John Lasseter, Pete Docter, Andrew Stanton e Joe Ranft - andò a pranzo in un locale per decidere i prossimi film da realizzare; qui avrebbero concepito alcuni dei più famosi film dello studio quali Toy Story 2, Monsters & Co. e Alla ricerca di Nemo. l'idea di fare un film sugli insetti aveva già attirato l'attenzione di Lasseter dato che, come per i giocattoli, anche gli insetti erano molto facili da animare. Stanton e Ranft pensarono di poter usare come idea di base la fiaba della formica e la cavalletta. Mentre Stanton e Ranft hanno discusso l'adattamento, hanno snocciolato scenari e trame che scaturivano dalla loro premessa. Lasseter ha apprezzato l'idea e ha offerto alcuni suggerimenti. Il concetto è rimasto a fuoco fino all'inizio del 1995, quando il team della storia ha iniziato a lavorare sul loro secondo film sul serio.
Nel giugno del '95 Lasseter ha presentato l'idea a Michael Eisner, che ha pensato che fosse una buona idea, e così la Pixar ha presentato un trattamento alla Disney con il titolo Bugs. La Disney ha approvato il trattamento e il 7 luglio ha comunicato che stava esercitando l'opzione di un secondo film ai sensi dell'accordo originale del 1991 tra Disney e Pixar. Lasseter ha deciso di dirigere il film insieme a Stanton, dato che i due andavano d'accordo e avevano idee simili; e inoltre Lasseter si era reso conto che lavorare a un film animato al computer come unico regista era pericoloso mentre era in corso la produzione di Toy Story. Inoltre Stanton si sarebbe preparato quando avrebbe dovuto dirigere il suo primo film.

### Scrittura
Nella fiaba originale de La cicala e la formica, una cicala (che in alcune versioni è una cavalletta) passa l'estate ad oziare, per poi andare in inverno a chiedere un po' di cibo alla formica, che rifiuta la richiesta. Stanton e Ranft hanno pensato di rigirare la storia e di costringere la formica a cedere il cibo alla cavalletta. Dopo che Stanton ebbe completato una bozza della sceneggiatura, arrivò a dubitare di uno dei pilastri principali della storia: l'idea che gli insetti del circo che erano venuti nella colonia per ingannare le formiche sarebbero invece rimasti e avrebbero combattuto. Pensava che gli insetti del circo fossero personaggi improbabili come bugiardi e che non fosse realistico per loro subire un completo cambiamento di personalità. Inoltre, non esisteva nessuna ragione particolarmente valida per gli insetti del circo per rimanere con la colonia di formiche durante il secondo atto. Sebbene il film fosse già in produzione inoltrata, Stanton concluse che la storia necessitava di un approccio diverso.
Stanton ha preso uno dei primi personaggi del circo, Red la formica rossa, e lo ha trasformato nel personaggio di Flik. Gli insetti da circo, non più intenzionati a ingannare la colonia, sarebbero stati coinvolti in un comico malinteso sul motivo per cui Flik li stava reclutando. Lasseter era d'accordo con questo nuovo approccio e gli sceneggiatori di commedie Donald McEnery e Bob Shaw hanno trascorso alcuni mesi a lavorare per perfezionare ulteriormente Stanton. I personaggi di Tuck & Roll sono stati ispirati da un disegno che Stanton ha fatto di due insetti che combattono quando era in seconda elementare. Lasseter era arrivato a concepire il film come un'epopea nella tradizione del film del 1962 di David Lean Lawrence d'Arabia.

### Rivalità con DreamWorks eZ la formica
Durante la produzione di A Bug's Life, si sviluppò una rivalità pubblica che vedeva John Lasseter e Steve Jobs della Pixar contrapposti a Jeffrey Katzenberg della DreamWorks. Katzenberg, ex presidente della divisione cinematografica della Disney, aveva abbandonato la compagnia a causa di contrasti con il CEO Michael Eisner. Come risposta, egli formò la compagnia d'animazione DreamWorks SKG con Steven Spielberg e David Geffen allo scopo di rivaleggiare la Disney. La DreamWorks acquisì la Pacific Data Images (PDI) — società specializzata in animazione al computer come la Pixar — e cominciò a progettare il suo primo lungometraggio, denominato Z la formica. Il film aveva come protagonista una formica, proprio come in quello che da tempo aveva in cantiere la Pixar, che rimase sgomenta quando venne a sapere dei progetti rivali attraverso le notizie dai giornali. Sia Z la formica che A Bug's Life seguivano le vicende di un giovane maschio, una formica con tendenze stravaganti che lottava per conquistare la mano di una principessa e salvare la propria società. Tuttavia mentre A Bug's Life si basava principalmente sulle gag visive, Z la formica era più discorsivo e ruotava maggiormente attorno alla satira. Il film della DreamWorks presentava inoltre parecchi riferimenti rivolti ad un pubblico più adulto, a differenza di quello della Pixar che era più accessibile ai bambini.
Era chiaro che Lasseter e Jobs credevano che Katzenberg gli avesse rubato l'idea. Katzenberg era rimasto in contatto con Lasseter anche dopo aver lasciato la sua aspra separazione dalla Disney. Nell'ottobre 1995, quando Lasseter stava ultimando Toy Story presso gli Universal Studios, dov'era collocata pure la DreamWorks, egli chiamò Katzenberg. Quando Katzenberg gli chiese quali fossero i suoi progetti futuri, Lasseter gli parlò in dettaglio di A Bug's Life. Lasseter rispettava il giudizio di Katzenberg e si sentiva a suo agio a parlare delle sue idee con lui. Lasseter si sentiva inoltre molto sicuro di sé per le grandi aspettative che riponeva in Toy Story.
Quando giunse la notizia della produzione di Z la formica, Lasseter, sentendosi tradito, chiamò Katzenberg e gli chiese senza mezzi termini se fosse tutto vero. Dopo aver inizialmente glissato, Katzenberg ammise la realtà dei fatti. Egli si difese sostenendo che l'idea di un lungometraggio basato su una formica era nella mente del regista Tim Johnson già a partire dal 1991. Tuttavia Lasseter non volle credere alle parole di Katzenberg. In realtà, Katzenberg era stato vittima di un complotto: Michael Eisner aveva deciso di non pagargli parte del contratto, in accordo con la dirigenza della Disney. Katzenberg venne inoltre ulteriormente irritato dal fatto che Eisner aveva deciso di lanciare nei cinema A Bug's Life la stessa settimana de Il principe d'Egitto, il primo film della DreamWorks in animazione tradizionale.
Katzenberg anticipò l'uscita di Z la formica dalla primavera 1999 all'ottobre 1998 per poter competere con il film della Pixar. Jobs era furioso e chiamò immediatamente Katzenberg, che rilanciò con una sua offerta: avrebbe ritardato la produzione di Z la formica solo se la Disney avesse spostato l'uscita di A Bug's Life in modo da non competere con quella de Il principe d'Egitto. Jobs spiegò a Katzenberg che niente poteva spingere la Disney a cambiare la propria idea. Lasseter ha rivelato di aver ricevuto la stessa proposta, ma Katzenberg ha smentito quest'ultima ipotesi.
Mentre le date d'uscita dei due film si avvicinavano, i dirigenti della Pixar decisero di rimanere in silenzio sulla battaglia con la DreamWorks. Indipendentemente da ciò, Lasseter respinse pubblicamente Z la formica come una "versione da due soldi" di A Bug's Life. Lasseter, che affermò di non aver mai visto Z la formica, disse che se la DreamWorks e la PDI avessero fatto un film su qualsiasi altra cosa eccetto che insetti, avrebbe chiuso la Pixar per un giorno per permettere all'intera compagnia di andarlo a vedere. Nonostante il successo ottenuto al botteghino sia da Z la formica che A Bug's Life, le tensioni tra le due parti si protrassero per diversi altri anni.

## Distribuzione

### Date di uscita
- 13 novembre 1998 nel USA (première)
- 20 novembre 1998 nel USA e Canada
- 3 dicembre 1998 in Argentina, Australia, Malaysia e Nuova Zelanda
- 4 dicembre 1998 in Singapore
- 10 dicembre 1998 in Perù
- 12 dicembre 1998 in Corea del Sud
- 18 dicembre 1998 in Brasile e Indonesia
- 25 dicembre 1998 in Messico
- 5 gennaio 1999 nelle Filippine (Manila)
- 27 gennaio 1999 nelle Filippine (Davao)
- 29 gennaio 1999 in Polonia
- 4 febbraio 1999 in Ungheria
- 5 febbraio 1999 in Spagna, Regno Unito, Irlanda, Norvegia e Svezia
- 6 febbraio 1999 in Taiwan
- 10 febbraio 1999 in Belgio e Francia
- 11 febbraio 1999 in Germania, Paesi Bassi e Russia
- 12 febbraio 1999 in Austria, Svizzera, Danimarca, Islanda, Italia e Portogallo
- 18 febbraio 1999 in Slovenia e Slovacchia
- 19 febbraio 1999 in Finlandia e Grecia
- 25 febbraio 1999 in Repubblica Ceca
- 13 marzo 1999 in Giappone
- 18 marzo 1999 in Israele
- 19 marzo 1999 in Estonia e Turchia
- 24 marzo 1999 in Kuwait

### Edizione italiana
L'edizione italiana del film è stata curata dalla Disney Character Voices International con la supervisione di Laura Lanzoni, mentre la direzione del doppiaggio e i dialoghi sono curati rispettivamente da Silvia Monelli e Francesco Vairano, entrambi assistiti da Roberta Schiavon. Il doppiaggio italiano, invece, fu eseguito dalla International Recording con la collaborazione della Dea 5.
Tale edizione incluse la partecipazione di Stefano Masciarelli e Alessandra Casella nei ruoli di Stecco e Rosie.

### Edizione home video
Il film fu distribuito in VHS e in DVD il 20 aprile 1999 negli Stati Uniti d'America. In Italia, fu distribuito in VHS e anche in DVD nel 2000 dalla Warner Home Video, per poi venire ristampato dalla Buena Vista Home Entertainment nel 2001.

## Accoglienza

### Incassi
A Bug's Life ha incassato circa $ 33.258.052 nel suo fine settimana di apertura, classificandosi al primo posto. È riuscito a mantenere il suo primo posto per due settimane. Il film ha incassato $ 162,8 milioni nella sua corsa negli Stati Uniti, coprendo i costi di produzione stimati di $ 120 milioni. Ha incassato altri $ 200.460.294 all'estero, spingendo il suo incasso mondiale a $ 363,3 milioni, superando la concorrenza di Z la formica della DreamWorks Animation.

### Critica
Sull'aggregatore di recensioni Rotten Tomatoes, ha una valutazione del 92% basata su 88 recensioni e una media di 7,8/10; il consenso critico del sito recita: "A Bug's Life è un'avventura travolgente che unisce emozioni animate con dialoghi spiritosi e personaggi memorabili - e un altro grande successo iniziale per la Pixar." Un altro aggregatore di recensioni, Metacritic, ha dato al film un punteggio di 77 su 100 sulla base di 23 critici, indicando "recensioni generalmente favorevoli".

Todd McCarthy di Variety ha scritto: "Lasseter e Pixar hanno aperto un nuovo terreno tecnico ed estetico nel campo dell'animazione con Toy Story, e qui lo superano sia per portata che per complessità di movimento mentre raccontano una storia che si sovrappone a formica in molti modi". Kenneth Turan del Los Angeles Times ha dato al film 4 stelle su 5, dicendo "Che cosa A Bug's Life dimostra che quando si tratta di insetti, i più divertenti con cui uscire e stare esclusivamente con la banda della Pixar." Peter Stack del San Francisco Chronicle ha dato al film il voto massimo (4 stelle), dicendo "A Bug's Life è uno dei grandi film - un trionfo di narrazione e sviluppo del personaggio, e un gioco completamente nuovo per l'animazione al computer. Pixar Animation Studios ha portato il genere a un nuovo sorprendente livello". Paul Clinton della CNN ha scritto: "'A Bug's Life è un film perfetto per le vacanze. Contiene un grande messaggio ottimista... è meraviglioso da guardare... è selvaggiamente inventivo... ed è divertente sia per gli adulti che per i bambini."
Richard Corliss di Time ha scritto: "La trama matura profumatamente; i personaggi convergono e bruciano ordinatamente; le gag ripagano con risonanza emotiva. Il film più incredibile che abbia mai visto di cui non potrei innamorarmi." Al contrario, Stephen Hunter del Washington Post ha scritto: "Per quanto sia intelligente, il film manca di fascino. Un problema: anche molti insetti. Secondo, un mondo più grande per due scopi: nutrire gli uccelli e irritare gli umani."

## Riconoscimenti
- 1999 - Premio Oscar
  - Nomination Migliore colonna sonora (Commedia o musicale) a Randy Newman
- 1999 - Golden Globe
  - Nomination Migliore colonna sonora originale a Randy Newman
- 2000 - Premio BAFTA
  - Nomination Migliori effetti speciali a Bill Reeves, Eben Ostby, Rick Sayre e Sharon Calahan
- 1998 - Chicago Film Critics Association Award
  - Nomination Miglior colonna sonora originale a Randy Newman
- 2000 - Grammy Award
  - Miglior composizione a Randy Newman
  - Nomination Miglior canzone (The Time Of Your Life) a Randy Newman
- 1999 - Kansas City Film Critics Circle Awards
  - Miglior film d'animazione
- 1999 - Saturn Award
  - Nomination Miglior film fantasy
- 1999 - Bogey Awards
  - Bogey Award in Argento
- 1999 - Los Angeles Film Critics Association Award
  - Miglior film d'animazione a John Lasseter
- 1999 - Satellite Award
  - Miglior film d'animazione o a tecnica mista
- 1999 - Annie Awards
  - Nomination Miglior film d'animazione
  - Nomination Miglior regia a John Lasseter e Andrew Stanton
  - Nomination Miglior sceneggiatura a Joe Ranft, Andrew Stanton, Bob Shaw, Don McEnery e John Lasseter
  - Nomination Miglior scenografia a William Cone
- 1999 - Blockbuster Entertainment Awards
  - Miglior film d'animazione per la famiglia
- 1999 - Critics' Choice Movie Award
  - Miglior film d'animazione
  - Miglior film per la famiglia
- 1999 - Artios Award
  - Miglior casting per un film d'animazione a Ruth Lambert
- 1999 - Kids' Choice Award
  - Nomination Miglior film
- 1999 - Golden Reel Award
  - Miglior montaggio sonoro in un film d'animazione
  - Nomination Miglior montaggio sonoro (Colonna sonora)
- 1999 - Young Artist Awards
  - Nomination Miglior film d'animazione per la famiglia
  - Nomination Miglior attrice giovane a Hayden Panettiere
- 1999 - Golden Screen
  - Golden Screen

## Influenza culturale
L'ambientazione del film è basata sulla favola di Esopo La cicala e la formica, mentre la trama ha molte analogie con il film I tre amigos! di John Landis, in cui un trio di attori che nei loro film salvavano i villaggi dai banditi vengono creduti veri eroi e chiamati a difendere il villaggio di Santo Poco dal famigerato El Guapo, e con I sette samurai di Akira Kurosawa, in cui sette samurai vengono arruolati per difendere un villaggio di contadini da dei predoni che ciclicamente lo assaltano.